# NGC 2209
NGC 2209 (другое обозначение — ESO 34-SC6) — рассеянное скопление в созвездии Столовая Гора.
Этот объект входит в число перечисленных в оригинальной редакции «Нового общего каталога».
Диаграмма Герцшпрунга-Рассела для NGC 2209 показывает расширенный поворот главной последовательности, что ставит скопление в список скоплений среднего возраста, в которых происходили длительные или множественные эпохи звёздообразования.
В скоплении наблюдается «дыра», в которой совсем нет звёзд.